# Aerobryopsis leptosigmata
Aerobryopsis leptosigmata är en bladmossart som beskrevs av Fleischer 1905. Aerobryopsis leptosigmata ingår i släktet Aerobryopsis och familjen Meteoriaceae. Inga underarter finns listade i Catalogue of Life.